# Clima de la provincia de Alicante

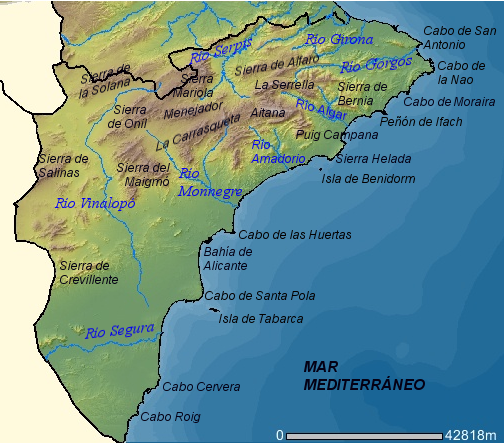
Mapa de la provincia de Alicante

El clima en la provincia de Alicante. En la provincia de Alicante se distinguen tres climas:
- Clima mediterráneo continentalizado: Se encuentra principalmente en el norte de la provincia de Alicante, en pueblos o ciudades como Villena, Ibi o Cañada. También hay zonas de transición entre este clima y el clima mediterráneo prelitoral. La fauna se compone de zorros y pequeños roedores como el topo. La flora se compone de encinas y pinos piñoneros. Municipios característicos: Villena, Elda, Ibi, Cañada y Biar. Inviernos fríos y veranos calurosos.
- Clima mediterráneo prelitoral: Se da en zonas de las comarcas del centro de la provincia de Alicante; como la Hoya de Alcoy y las comarcas del Vinalopó. En la fauna destacan las aves como el gorrión y en la flora árboles como el pino. También se encuentra, en menor medida en la Marina Baja y la Marina Alta. Municipios característicos: Pego, Callosa de Ensarriá, Alcoy y Sax. Inviernos suaves (aunque en algunos sitios son fríos) y veranos calurosos.
- Clima mediterráneo típico o de costa: Se encuentra en las zonas de costa como la Marina Alta. En la fauna se distinguen los roedores como las musarañas y en la flora los pinos marítimos o provenzales. Municipios característicos: Denia, Benidorm y Altea. Inviernos suaves y veranos calurosos.
- Clima mediterráneo desértico: Se da en comarcas como la Vega Baja, el Bajo Vinalopó y la Huerta de Alicante. En la fauna destacan los topos y las aves rapaces como el voltor en zonas de altura considerada. En la flora destacan los matorrales desérticos, el palmito y el cactus. Municipios característicos: Elche, Orihuela, Alicante, Torrevieja, Guardamar del Segura, Pilar de la Horadada. Inviernos suaves y veranos muy calurosos.

- Datos: Q5772635